# Gracias (álbum de Tamara)
Gracias es el primer álbum de estudio de la cantante Tamara. Con este álbum, la artista hace su debut de la mano del músico, productor y arreglista Bebu Silvetti.

## Sinopsis
El material discográfico contiene 11 temas.

## Canciones del disco
| N.º | Título                     | Escritor(es)                        | Duración |  |
| 1.  | «Ayúdame dios mio»         | Mario De Jesús Báez                 | 3:25     |  |
| 2.  | «Si dios me quita la vida» | Luis Demetrio                       | 4:18     |  |
| 3.  | «Celos»                    | Bebu Silvetti · Sylvia Riera Ibáñez | 3:42     |  |
| 4.  | «Cuando me pierdas»        | Federico Baena Solís                | 3:31     |  |
| 5.  | «Si tú me dejas»           | Gilbert Bécaud · Pierre Delanoë     | 3:57     |  |
| 6.  | «Un mundo raro»            | José Alfredo Jiménez                | 4:01     |  |
| 7.  | «Inconsolable»             | Rafael Hernández                    | 3:14     |  |
| 8.  | «Si nos dejan»             | José Alfredo Jiménez                | 3:35     |  |
| 9.  | «En tu pelo»               | Luis Demetrio                       | 3:20     |  |
| 10. | «Gracias»                  | Antonio Guijarro · Augusto Algueró  | 3:43     |  |
| 11. | «Una limosna»              | Indalecio Ramírez                   | 3:02     |  |

## Créditos y personal
- Productor, Piano: Bebu Silvetti
- Concertina: Alfredo Oliva
- Cuerdas: The VVC Symphonic Orchestra
- Guitarra: Manny López
- Percusión: Richard Bravo
- Trompeta: Tony Concepción, Levin Mora Arriaga
- Trombón: Dana Teboe
- Saxofón: Ed Calle
- Programación: Héctor Pineda